# DearALICE
DearALICE, estilizado como dearALICE, es una banda de chicos británica formada por las agencias surcoreanas SM Entertainment, Kakao Entertainment y la compañía británica de televisión Moon&Back Media. El grupo está formado por James Sharp, Dexter Greenwood, Oliver «Olly» Quinn, Reese Carter y Blaise Noon. Los miembros aparecieron en el programa de la BBC One, Made in Korea: The K-POP Experience, en dónde fueron seguidos durante 100 días en su entrenamiento en Corea del Sur. Lanzaron su canción debut, «Ariana», el 21 de febrero de 2025. 

## Nombre
El nombre de «DearALICE» (anteriormente «Dear Alice»), fue revelado el 17 de agosto de 2024. El grupo tomó inspiración para el nombre del grupo tras de comer en un restaurante llamado de la misma manera en Itaewon. El nombre es «una carta para sus fans», y ALICE significa «Un amor que no puedo explicar» (A Love I Can't Explain).

## Historia

### 2023–2024: Formación
En noviembre de 2023, SM Entertainment firmó un acuerdo con la productora británica de Moon&Back Media para lanzar un nuevo grupo de chicos basados en Reino Unido.
En julio de 2024, BBC One y iPlayer anunciaron el programa Made in Korea: The K-Pop Experience. La serie contaba con seis episodios, cada uno mostrando el recorrido de los cinco miembros durante 100 días en un programa de entrenamiento en Corea del Sur, recibiendo evaluaciones de Yoon Hee Jun, de SM Entertainment. En agosto, dieron una rueda de prensa en Londres, anunciando el nombre del grupo e introduciendo los cinco miembros al público.
El 31 de octubre, se anunció que la banda sonora de Made in Korea: The K-Pop Experience (Original TV Soundtrack), contenía seis canciones y se publicaría el 1 de noviembre. El 3 de noviembre, DearALICE actuó en el programa de baile británico Strictly Come Dancing, cantando «Best Day of Our Lives». En tan solo una semana, la banda sonora alcanzó el puesto número 1 en la lista oficial UK Official Soundtrack Albums Chart. El 7 de noviembre, el grupo firmó un contrato con la empresa estadounidense Gamma para sus actividades globales. 

### 2025-presente: Debut
El 12 y 13 de enero de 2025, DearALICE actuó en el concierto para celebrar los 30 años de SM Entertainment, SM Town Live 2025: The Culture, The Future, en Seúl. Cantaron su canción «Ariana», la cual fue lanzada el 21 de febrero.
El 16 de enero, el grupo cantó de nuevo «Ariana» en el programa musical coreano, M Countdown. 

## Miembros
- James Sharp
- Dexter Greenwood
- Oliver «Olly» Quinn
- Reese Carter
- Blaise Noon

## Discografía

### Bandas sonoras
| Título                                  | Detalles                                                                                            | Picos       | Picos                                         | Picos |
| Título                                  | Detalles                                                                                            | Reino Unido | [[Official Albums Chart\|Reino Unido Sonido.] |       |
| --------------------------------------- | --------------------------------------------------------------------------------------------------- | ----------- | --------------------------------------------- | ----- |
| Made in Korea: The K-Pop Experience OST | - Lanzamiento: 1 de noviembre de 2024 - Etiqueta: Gamma - Formatos: CD, descarga digital, streaming | 8           | 1                                             |       |

### Sencillos
| Título   | Año  | Picos       |
| Título   | Año  | Reino Unido |
| -------- | ---- | ----------- |
| «Ariana» | 2025 | 3           |